# Vela nos Jogos Mundiais Militares de 2011
As competições de vela nos Jogos Mundiais Militares de 2011 estão sendo disputadas entre os dias 18 e 22 de julho. Os eventos estão sendo realizados no Escola Naval da Baía de Guanabara.
Nos jogos militares deste ano, serão disputadas três medalhas de ouro. Não será disputada nenhuma prova olímpica. Nos Jogos deste ano, serão disputadas as seguintes provas: Fleet race feminino, open fleet e match racing

## Calendário
| Julho | 15 | 16 | 17 | 18 | 19 | 20 | 21 | 22 | 23 | 24 |
| ----- | -- | -- | -- | -- | -- | -- | -- | -- | -- | -- |
| Vela  |    |    |    |    |    |    |    | 3  |    |    |

|  | Dia de competição |  | Dia de final |

## Eventos
Feminino
- Fleet race

Misto
- Open fleet race
- Open match race

## Medalhistas
Feminino
| Evento              | Ouro        | Prata                                 | Bronze      |
| Fleet race detalhes | UKR Ucrânia | Martine Grael Kahena Kunze BRA Brasil | POL Polônia |

Masculino
| Evento              | Ouro       | Prata       | Bronze             |
| Fleet race detalhes | BRA Brasil | POL Polônia | USA Estados Unidos |

Misto
| Evento                   | Ouro       | Prata      | Bronze      |
| Open match race detalhes | BRA Brasil | GRE Grécia | BHR Bahrein |

## Quadro de Medalhas
| Ordem | País               | Medalha de ouro | Medalha de prata | Medalha de bronze | Total |
| ----- | ------------------ | --------------- | ---------------- | ----------------- | ----- |
| 1     | BRA Brasil         | 2               | 1                |                   | 3     |
| 2     | UKR Ucrânia        | 1               |                  |                   | 1     |
| 3     | POL Polônia        |                 | 1                | 1                 | 2     |
| 4     | GRE Grécia         |                 | 1                |                   | 1     |
| 5     | BHR Bahrein        |                 |                  | 1                 | 1     |
|       | USA Estados Unidos |                 |                  | 1                 | 1     |